# Dolhasca

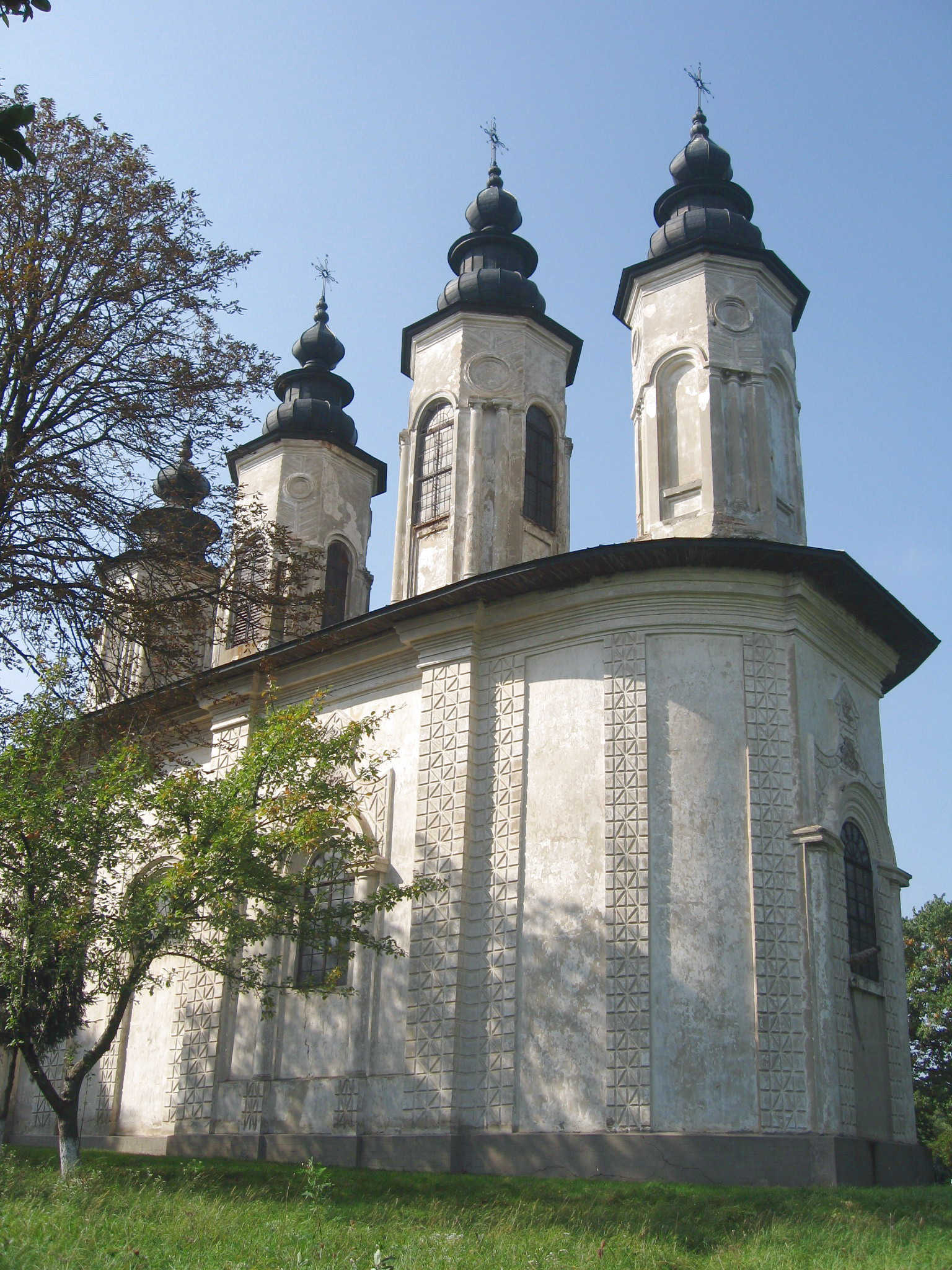
Kerk

Dolhasca is een stad (oraș) in het Roemeense district Suceava. De stad telt 11.009 inwoners (2002).
In de gemeente, in het dorp Probata, bevindt zich het Probotaklooster, waarvan de Sint-Nicolaaskerk op de Werelderfgoedlijst van UNESCO staat als een van de beschilderde kerken in Moldavië.